# Kunstmann (Brauerei)

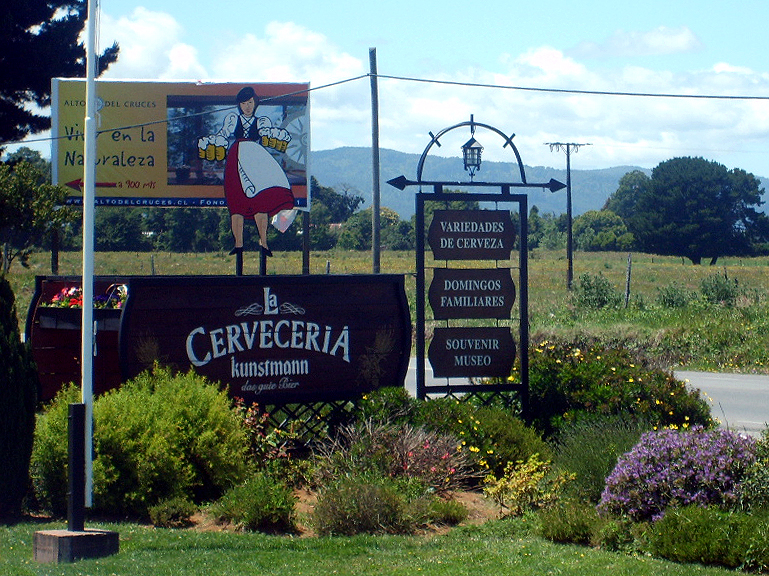
Eingang zur Brauerei in Torobayo

Die Compañía Cervecera Kunstmann SA ist eine chilenische Brauerei in Torobayo bei Valdivia.

## Geschichte

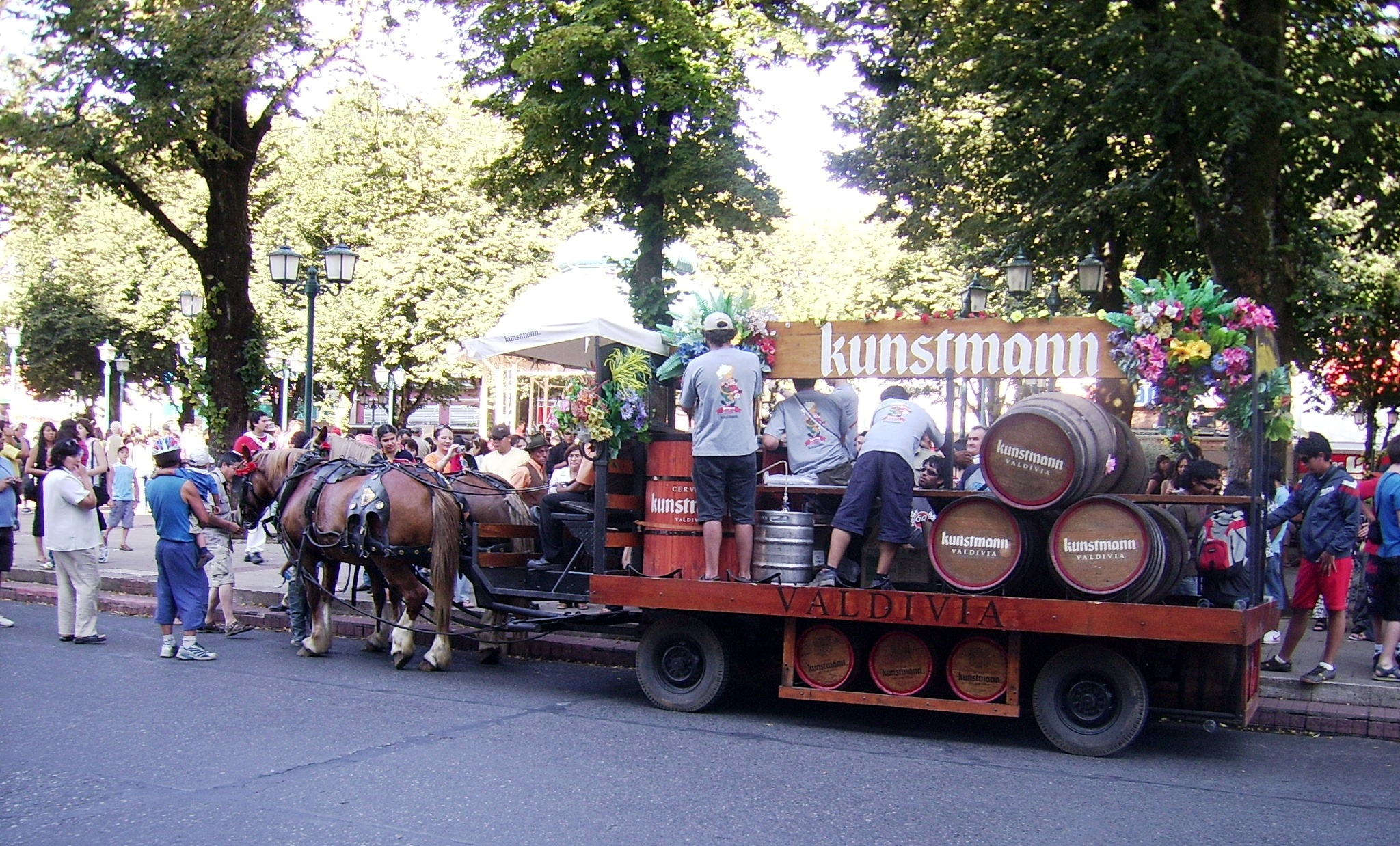
Brauereiwagen bei einem Umzug in Valdivia während des Bierfestes

Die deutsch-chilenische Familie Kunstmann baute in Valdivia-Collico bereits seit dem Ende des 19. Jahrhunderts eine Getreidemühle, eine Brennerei und eine Hefefabrik auf. Nachdem die 1851 gegründete Anwandter-Brauerei auf der Isla Teja beim großen Erdbeben von Valdivia 1960 zerstört worden war, begann die Familie Kunstmann in den 1960er Jahren mit der Bierproduktion für den eigenen Bedarf. Seit 1997 wird das Bier auch verkauft. Die Produktion erfolgt gemäß dem Deutschen Reinheitsgebot.
Mehrheitseigner (50 % + eine Aktie) ist die chilenische Brauerei Compañía de Cervecerías Unidas (CCU). Direktor der Brauerei ist Armin Eduard Kunstmann Telge, Braumeister sind María Paz Calderón und Lutz Herdtle.
Jedes Frühjahr veranstaltet die Brauerei das Bierfest Kunstmann Valdivia.

## Produkte
- Kunstmann Lager
- Kunstmann Lager Sin Alcohol
- Kunstmann Bock
- Kunstmann Torobayo Pale Ale
- Kunstmann Gran Torobayo
- Kunstmann Honig Ale

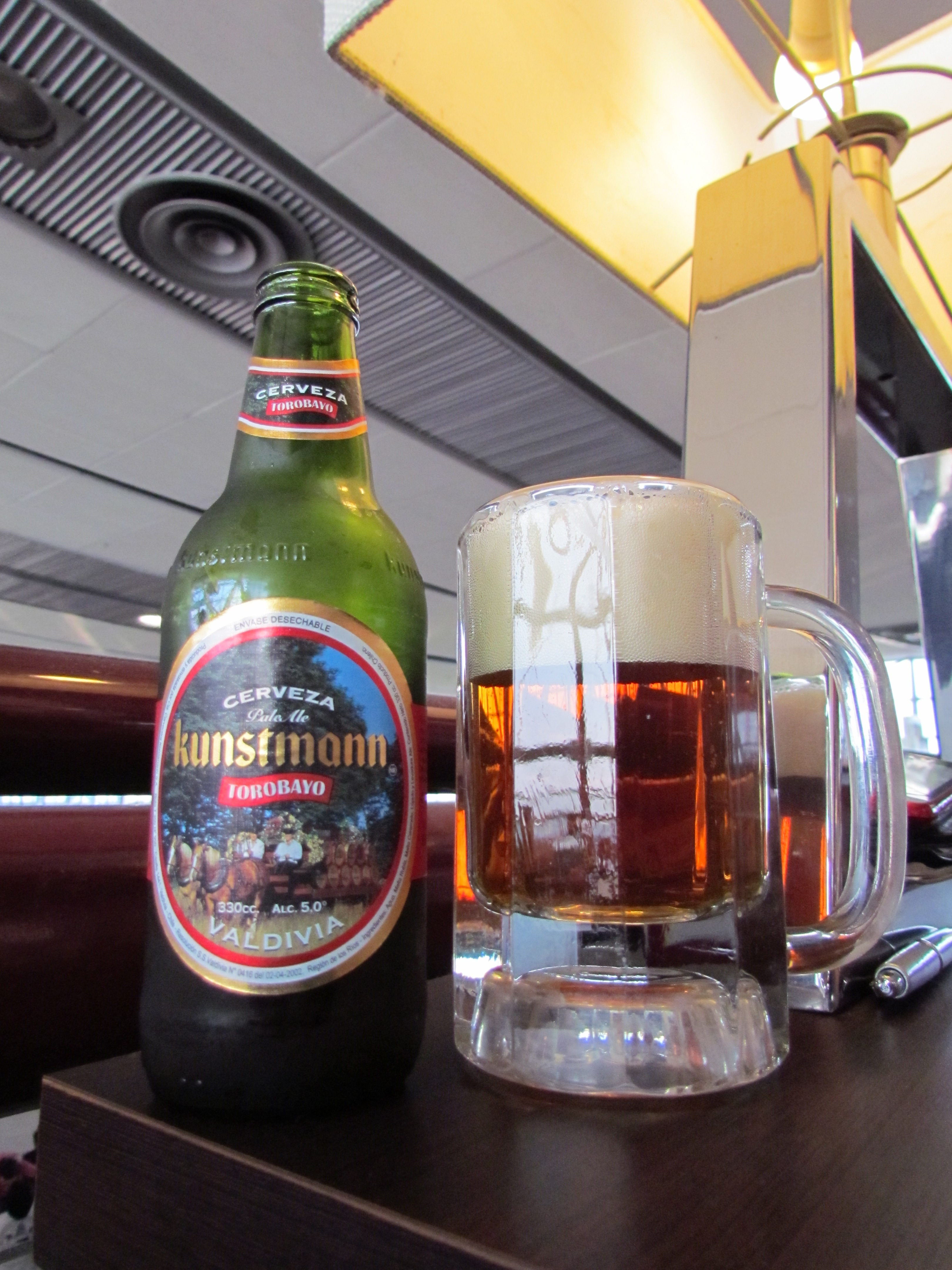
Kunstmann Torobayo Pale Ale

- Kunstmann Cerveza Trigo (Weißbier)
- Kunstmann Heidelbeere
- Kunstmann Doppelbock
- Original Anwandter Pils